# Jorge Seré
Jorge Fernando Seré Dulcini (Montevideo, 9 de julio de 1961) es un exfutbolista y político uruguayo que jugaba como arquero.
Debutó como arquero en el Danubio Fútbol Club, en marzo de 1981, y posteriormente jugó en Nacional; Coritiba, de Brasil; Liverpool, y Rampla Juniors.
Actualmente participa como periodista en la radio El Espectador 810 AM.
Fue apodado Superman por Carlos Muñoz (relator deportivo), quien durante la Copa Intercontinental de 1988 de Nacional-PSV comparó el vuelo de sus atajadas en la histórica definición por penales al del personaje de ficción.
Fue internacional con la selección uruguaya de fútbol, con la que se coronó campeón de la Copa América 1987.

## Clubes
| Club           | País    | Año       |
| -------------- | ------- | --------- |
| Danubio        | Uruguay | 1981-1987 |
| Nacional       | Uruguay | 1988-1995 |
| Coritiba       | Brasil  | 1995      |
| Liverpool      | Uruguay | 1996-1997 |
| Rampla Juniors | Uruguay | 1998-1999 |
| Liverpool      | Uruguay | 2000      |

## Palmarés

### Campeonatos nacionales
| Título                      | Club     | País    | Año  |
| --------------------------- | -------- | ------- | ---- |
| Primera división de Uruguay | Nacional | Uruguay | 1992 |

### Copas internacionales
| Título                | Club               | Sede         | Año  |
| --------------------- | ------------------ | ------------ | ---- |
| Copa América          | Selección Uruguaya | Argentina    | 1987 |
| Copa Libertadores     | Nacional           | Montevideo   | 1988 |
| Copa Intercontinental | Nacional           | Tokio        | 1988 |
| Recopa Sudamericana   | Nacional           | Buenos Aires | 1989 |
| Copa Interamericana   | Nacional           | Montevideo   | 1989 |

(*) Incluyendo la selección

### Distinciones individuales
| Distinción                             | Año  |
| -------------------------------------- | ---- |
| Incluido en el Equipo Ideal de América | 1988 |

## Ámbito político
Para las elecciones municipales de 2020 en Montevideo, Seré se postuló al cargo de alcalde en el Municipio CH.